# Грб Туркменистана
Грб Туркменистана је званични хералдички симбол државе Туркменистан. Грб је усвојен јула 2003. године. Пре њега је у употреби био амблем са истим мотивима, али кружног облика.
Грб чини осмокрака звезда, позната под именом Руб ел Хизб (симбол ислама, већинске религије у Туркменистану), са златним рубом. У центру се налазе црвени и плави круг, окружени сноповима пшенице и цветовима памука. Унутар црвеног круга налази се пет ћилима, а плавог приказ коња расе Акал-Теке, поноса туркменског народа. Ови мотиви налазили су се и на кружној верзији грба (у употреби 1992—2003), као и на садашњој осмокракој.
Пет ћилима са традиционалним узорцима симболизују пет великих туркменских племена и представљају вредности традиције и религије земље. Тих пет племена су Теке, Јомуди, Ерсари, Чавулдури и Сарици.
Зелена и црвена, традиционалне боје туркменског народа, доминирају грбом. Пшеница симболизује традицију Туркмена да гостима изражавају добродошлицу хлебом и сољу. Изнад круга и пшенице налазе се сребрни полумесец и пет петокраких звезда, један од симбола турских народа. Полумесец је симбол наде у светлу будућност, а звезде представљају пет провинција Туркменистана.
Мотиви попут ћилима, полумесеца и звезда, те црвене и зелене боје такође се налазе и на националној застави.